# 535353 Antoniwilk
535353 Antoniwilk este o planetă minoră (asteroid) din centura de asteroizi. A fost descoperită pe 11 aprilie 2007 la Catalina Station⁠(d) de Catalina Sky Survey și a fost numită după Antoni Wilk⁠(d). 
Obiectul prezintă o orbită caracterizată de o semiaxă mare de 2,6443005082642 UAi, o excentricitate de 0,20441183834776, o înclinație de 12,156759039202 ° în raport cu ecliptica.